# سریمه (شوشتر)
سریمه (شوشتر)، روستایی از توابع بخش مرکزی شهرستان شوشتر در استان خوزستان ایران است.

## جمعیت
این روستا در دهستان میان‌آب قرار دارد و براساس سرشماری مرکز آمار ایران در سال ۱۳۸۵، جمعیت آن تقریبا ۷۳۰ نفر در (۹۷ خانوار) بوده است.